# リアルでゴメン・・・
「『リアルでゴメン・・・』は、近藤夏子の楽曲。自身が作詞・作曲を手掛けた。近藤のメジャーデビューシングルとして。2010年4月21日にワーナーミュージック・ジャパンから発売された。

## 概要
初回限定盤と通常盤の2形態での発売。初回盤DVDにはライブの映像を収録。また、各形態で収録内容が異なる。初回限定盤には、服飾ブランドであるCiaopanicとのコラボバンダナが付いている。

## 収録内容
全曲　作詞・作曲：近藤夏子　編曲：藤澤慶昌

### 初回限定盤

#### CD
1. 『リアルでゴメン・・・』 [4:21]
2. ありがとごめんネ [3:30]
3. ヒーロー  [4:22]

DVD
- DVDの収録内容は2010年2月に心斎橋で行われたライブの映像である。

1. 別に。
2. リハーサル

### 通常盤

#### CD
1. 『リアルでゴメン・・・』
2. ありがとごめんネ
3. で、神様 [3:38]
4. ヒーロー